# 九龍巴士3C線

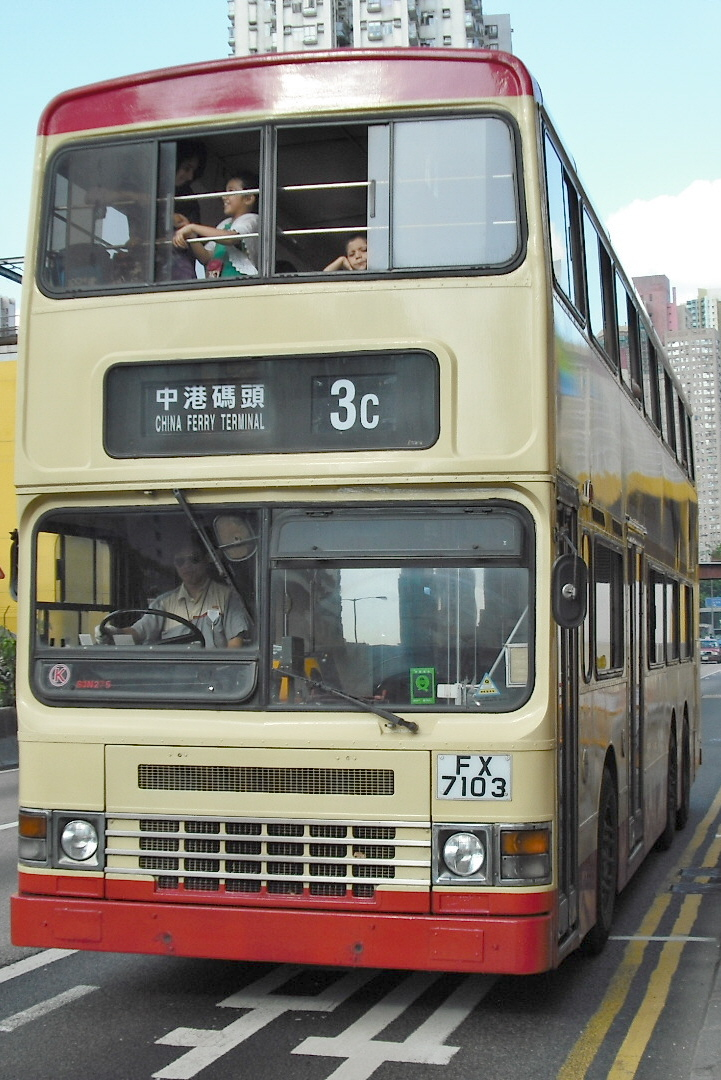
FX7103曾是本線掛牌車

九龍巴士3C線是香港九龍市區一條巴士路線，來往慈雲山（北）及中港碼頭，每日清晨至午夜提供服務，途經蒲崗村道、黃大仙、橫頭磡、九龍塘、旺角、油麻地及佐敦道。
九龍巴士3X線是3C的輔助特快路線，在星期一至六上午由慈雲山（北）單向開往中港碼頭，以及於星期一至六下午由佐敦（西九龍站）單向開往慈雲山（北）。途經新蒲崗、旺角、油麻地、佐敦及尖沙咀，在新蒲崗與旺角之間不停任何車站。

## 歷史
- 1966年11月25日：本線開辦，當時路線是來往南慈雲山至佐敦道碼頭，以配合慈雲山新區發展及取代第一代14號線（彩虹邨至佐敦道碼頭）部份地區的服務。
- 1967年中：因六七暴動關係而暫停服務。
- 1967年7月5日：重新投入服務，並改經佐敦道及彌敦道。
- 1967年9月7日：總站由南慈雲山延長至北慈雲山。
- 1969年7月20日：往慈雲山方向不經九龍城一段的聯合道，改經亞皆老街、窩打老道及橫頭磡。
- 1989年12月10日：配合中港碼頭啟用，總站由佐敦道碼頭延長至中港碼頭。
- 1996年5月1日：提供空調巴士服務。
- 1997年11月9日：配合總站重建，慈雲山（北）總站暫停使用，遷入新啟用慈雲山（中）巴士總站。
- 2000年12月31日：慈雲山（北）總站重新啟用，總站遷回慈雲山（北），來回程繞經慈雲山中。
- 2012年4月10日：改為全空調服務。[5]
- 2013年3月17日：九巴調整票價，全程收費增至$5.5。
- 2014年7月6日：九巴調整票價，全程收費增至$5.8。
- 2014年10月27日：逢星期一至五（公眾假期除外）早上開設兩班特別班次，抵蒲崗村道後改經彩虹道、太子道東及太子道西返回原線，同時修改往慈雲山方向的行車路線，抵窩打老道後直接右轉後聯合道，不再途經多實街，並調整班次[6]。
- 2015年6月27日：增設到站時間預報。[7]
- 2015年9月26日：新增與多條新界路線的八達通轉乘優惠，與2F線看齊[8]。
- 2016年11月28日：特別路線3X投入服務[9]。
- 2018年6月4日：3C特別班次併入3X線，不停九龍城；另外3X線延長至中港碼頭，經彌敦道、梳士巴利道、九龍公園徑及廣東道。[10]
- 2019年2月25日：3C線由中港碼頭開出的尾班車延長至00:40[11]。
- 2021年3月1日：3X線早上經蒲崗村道的班次增至三班車及增設黃昏由佐敦（西九龍站）開出班次回程服務[12]。
- 2022年6月27日：[13]
  - 3X線加強服務，所有由慈雲山（北）開出的新增班次途經蒲崗村道。增設星期六服務，時間是10:00至13:00；佐敦（西九龍站）開出時間是17:45至19:15；
  - 星期一至五由慈雲山（北）開出增至八班車，新增08:35、09:10、09:35及10:00班次；
  - 星期一至五由佐敦（西九龍站），開出增至四班車，新增18:45及19:15班次。
- 2025年8月25日：3X線下午繁忙時間班次改由中港碼頭開出，來回方向於彌敦道及中港碼頭之間改經佐敦道及廣東道，而不服務尖沙咀一段彌敦道；星期一至五由慈雲山（北）開出之尾班車時間提早至08:35，由中港碼頭開出之尾班車時間提早至18:45，及不再於星期六提供服務。[14]

## 服務時間及班次
3C
| 慈雲山（北）開   | 慈雲山（北）開 | 慈雲山（北）開 | 中港碼頭開       | 中港碼頭開   | 中港碼頭開   |
| 日期             | 服務時間       | 班次（分鐘）   | 日期             | 服務時間     | 班次（分鐘） |
| ---------------- | -------------- | -------------- | ---------------- | ------------ | ------------ |
| 星期一至五       | 05:30-07:00    | 15             | 星期一至五       | 06:15、06:35 | 06:15、06:35 |
| 星期一至五       | 07:12          | 07:12          | 星期一至五       | 06:50-09:30  | 20           |
| 星期一至五       | 07:25-07:55    | 15             | 星期一至五       | 09:30-11:10  | 25           |
| 星期一至五       | 07:55-08:15    | 20             | 星期一至五       | 11:10-13:30  | 20           |
| 星期一至五       | 08:15-09:30    | 25             | 星期一至五       | 13:30-17:00  | 15           |
| 星期一至五       | 09:30-12:10    | 20             | 星期一至五       | 17:12        | 17:12        |
| 星期一至五       | 12:10-15:40    | 15             | 星期一至五       | 17:25-18:40  | 15           |
| 星期一至五       | 15:40-19:40    | 20             | 星期一至五       | 18:40-00:40  | 20           |
| 星期一至五       | 19:40-23:50    | 25             |                  |              |              |
| 星期六           | 05:30-20:30    | 20             | 星期六           | 06:15        | 06:15        |
| 星期六           | 20:30-23:50    | 25             | 星期六           | 06:30-14:10  | 20           |
|                  |                |                | 星期六           | 14:10-17:10  | 15           |
| 17:10-19:30      | 20             |                | 星期六           |              |              |
| 19:30-23:00      | 15             |                | 星期六           |              |              |
| 23:00-00:40      | 20             |                | 星期六           |              |              |
| 星期日及公眾假期 | 05:30-09:10    | 20             | 星期日及公眾假期 | 06:15        | 06:15        |
| 星期日及公眾假期 | 09:10-15:10    | 15             | 星期日及公眾假期 | 06:30-12:30  | 20           |
| 星期日及公眾假期 | 15:10-20:30    | 20             | 星期日及公眾假期 | 12:30-22:00  | 15           |
| 星期日及公眾假期 | 20:30-23:50    | 25             | 星期日及公眾假期 | 22:00-00:40  | 20           |

3X
- 慈雲山（北）
  - 星期一至五開：07:30、07:45、08:00、08:10、08:35、09:10、09:35、10:00
  - 星期六開：10:00、10:30、11:00、11:30、12:00、12:30、13:00
- 佐敦（西九龍站）開
  - 星期一至六：17:45、18:15、18:45、19:15

星期日及公眾假期不設服務
- 綠字班次經富山邨、蒲崗村道及鳳德道

## 收費
| 路線 | 全程收費 | 分段收費                                                                 |
| ---- | -------- | ------------------------------------------------------------------------ |
| 3C   | $6.7     | - 旺角站往中港碼頭：$5.8 - 旺角站往慈雲山：$6.3 - 黃大仙站往慈雲山：$5.1 |
| 3X   | $7.8     | - 天主教伍華中學往慈雲山：$5.8                                           |

| - 本線設有12歲以下小童及65歲或以上長者半價優惠。 - 65歲或以上香港居民使用「樂悠咭」，以及12歲以下合資格殘疾兒童使用「殘疾人士身份」個人八達通繳付車資，均可享有每程$2.0或半價（以較低者為準）的票價優惠；12至64歲合資格殘疾人士使用「殘疾人士身份」個人八達通（包括「樂悠咭」），以及60至64歲香港居民使用「樂悠咭」繳付車資，均可享有每程$2.0或全費（以較低者為準）的票價優惠。 - 65歲或以上長者如使用長者或一般個人八達通繳付車資，則只可享有半價優惠；12至64歲合資格殘疾人士如不使用「殘疾人士身份」個人八達通，以及60至64歲人士如不使用「樂悠咭」繳付車資，必須繳付全費。 - 乘客可以現金或八達通於上車時付款，不設找續。 - 每位成人乘客可免費攜帶最多兩名4歲以下而不佔座位的兒童乘客乘車，超額之4歲以下小童必須繳付小童車費乘車。 - 持有「九巴月票」之乘客在車票有效期內，每日可享最多10程任何九龍巴士及龍運巴士路線（包括本路線，以及聯營路線的九龍巴士／龍運巴士提供的班次；惟乘搭機場「A」及「NA」線則可享原價二七折優惠（不會計算每天10次合資格車程））；而B1線則每日可享最多各2程（不會計算每天10次合資格車程）。 - 九龍巴士、城巴、龍運巴士及陽光巴士全職員工及家屬（不包括外判職員）可免費乘搭本路線，惟必須拍職員或職員家屬八達通。 - 乘客亦可透過多元化電子支付系統（e度嘟）繳付車資，包括使用非接觸式VISA卡、JCB卡、萬事達卡、銀聯卡、美國運通、大來國際、Discover Card、Apple Pay、Google Pay、Samsung Pay、AlipayHK「易乘碼」、支付寶、WeChatHK／微信支付「搭車碼」、銀聯雲閃付「乘車碼」及BOC Pay「乘車碼」。乘客使用此付款方式，使用此支付方式的乘客可享有中途下車之分段收費，以及與其他九巴／龍運獨營路線或聯營線九巴／龍運班次之轉乘優惠，惟不適用於與非九巴／龍運路線之轉乘優惠，亦不能享有「公共交通費用補貼計劃」及「長者及合資格殘疾人士公共交通票價優惠計劃」。 |

### 八達通轉乘優惠
乘客登上本線後150分鐘內以同一張八達通卡轉乘以下路線，或從以下路線登車後150分鐘內以同一張八達通卡轉乘本線，次程可獲車資折扣優惠：
3C←→203C，次程可獲$5.4折扣優惠
- 3C任何方向 → 203C往大坑東
- 203C往尖沙咀→ 3C任何方向

3C←→211、214或新界巴士路線，次程可獲$4.2折扣優惠
- 3C往慈雲山 → 211往翠竹花園
- 211往黃大仙站 → 3C往中港碼頭
- 3C往中港碼頭 → 38、40(A)、42C、61X、62X、74A、75X、80、84M、89、89B、258D/P、259D、268C/P或269C/269S/69C往新界方向，214、290(A/B/X)任何方向
- 38、40(A)、42C、61X、62X、74A、75X、80(A/P)、84M、89、89B、258D/A/P/S、259D、268C/A/P或269C/269S/69C九龍方向，214、290(A/B/X)任何方向 → 3C往慈雲山

本線↔61X/258D/259D可同時享用屯門公路轉車站轉乘優惠
本線↔69C/268C/269C可同時享用大欖隧道轉乘優惠

## 使用車輛
由於本線途經專營巴士低排放區，故必須使用達到歐盟五型或以上排放標準的車輛行走。
現時3C線使用12輛Enviro500 MMC 12米（ATENU）
| 車隊編號 | 車牌   |
| -------- | ------ |
| ATENU510 | TK 372 |
| ATENU515 | TK3475 |
| ATENU516 | TK3503 |
| ATENU517 | TK3766 |
| ATENU518 | TK3853 |
| ATENU519 | TK3898 |
| ATENU571 | TM 947 |
| ATENU688 | TP9665 |
| ATENU720 | TR6380 |
| ATENU880 | TW8891 |
| ATENU904 | TX6787 |
| ATENU911 | TX7118 |

3X線由3B、3C及5C線抽調巴士行走。

## 行車路線
3C

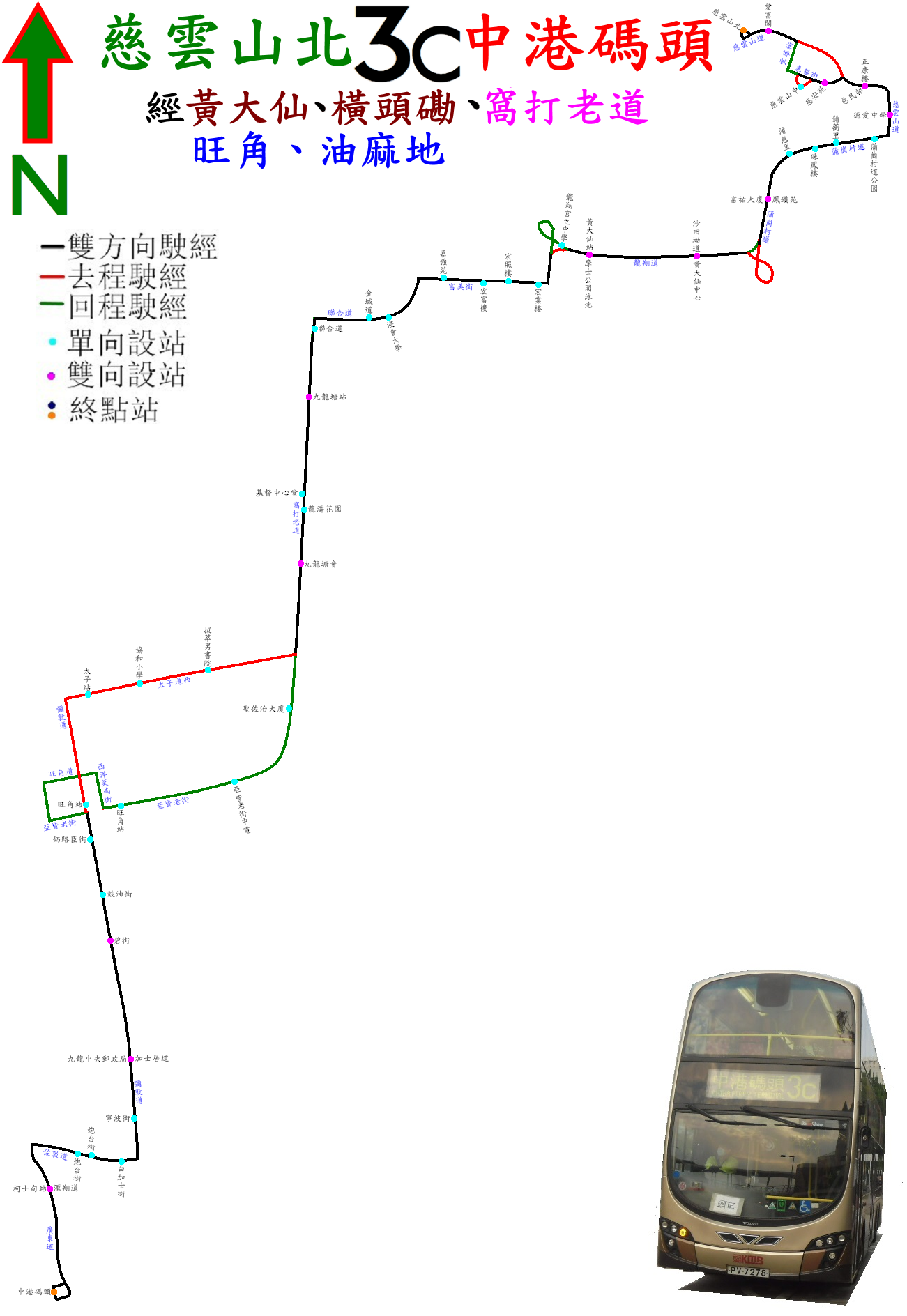
3C線的走線圖

慈雲山（北）開經：慈雲山道、惠華街、慈雲山（中）巴士總站、惠華街、慈雲山道、蒲崗村道、蒲崗村道交匯處、龍翔道、鳳舞街、富美街、竹園道、聯合道、窩打老道、太子道西、彌敦道、佐敦道及廣東道。
中港碼頭 開經：廣東道、佐敦道、彌敦道、亞皆老街、新填地街、旺角道、西洋菜南街、亞皆老街、窩打老道、聯合道、竹園道、富美街、鳳舞街、天橋、龍翔道、支路、蒲崗村道、慈雲山道、惠華街、雲華街及慈雲山道。
3C線具體停站請參考資訊框
3X
慈雲山（北）開經：慈雲山道、惠華街、慈雲山（中）巴士總站、惠華街、慈雲山道、蒲崗村道、斧山道、鳳德道、蒲崗村道、彩虹道、太子道東、九龍城天橋、太子道西、彌敦道、梳士巴利道、九龍公園徑及廣東道。
08:10開出的班次將加經斜體字之路段。
佐敦（西九龍站）開經：海泓道、匯民道、匯翔道、廣東道、梳士巴利道、彌敦道、亞皆老街、新填地街、旺角道、西洋菜南街、亞皆老街、亞皆老街天橋、亞皆老街、九龍城天橋、太子道東、彩虹道、蒲崗村道、慈雲山道、惠華街、雲華街及慈雲山道。
3X線各班次之具體停站請參考資訊框

## 更多
關於3C線的愛好者資料，如車牌資料、主觀性客量描述，請查閲 香港巴士大典上的相关条目：九巴3C線。

關於3X線的愛好者資料，如車牌資料、主觀性客量描述，請查閲 香港巴士大典上的相关条目：九巴3X線。

## 外部連結
九巴
- 九巴3C線官方網站路線資料 （页面存档备份，存于）

其他
- Hong Kong Bus KMB 九龍巴士 S3V11 @ 3C Volvo Olympian Non A/C 慈雲山(北) - 中港碼頭 （页面存档备份，存于），YouTube
- 681巴士總站 （页面存档备份，存于）